# Liga de Naciones de Voleibol Masculino de 2018
La Liga de Naciones de Voleibol de 2018 fue la primera edición del torneo anual más importante de selecciones nacionales de voleibol masculino, el evento fue organizado por la Federación Internacional de Voleibol (FIVB) y en su primer año contó con 16 equipos. Fue el reemplazo de la Liga Mundial de Voleibol. La fase final se disputó en el Stade Pierre Mauroy de Lille, Francia.

## Equipos participantes
16 equipos calificaron para la competencia. 12 de ellos calificaron como equipos principales que no descienden y otros 4 equipos fueron seleccionados como equipos desafiantes que podrán ser relegados del torneo.
|                     | AVC                     | CEV                                          | NORCECA        | CSV              |
| ------------------- | ----------------------- | -------------------------------------------- | -------------- | ---------------- |
| Equipos principales | China Japón Irán        | Alemania Francia Italia Polonia Rusia Serbia | Estados Unidos | Argentina Brasil |
| Equipos desafiantes | Australia Corea del Sur | Bulgaria                                     | Canadá         |                  |

## Sistema de competición

### Ronda preliminar
- Los 16 equipos fueron distribuidos en 4 grupos de 4 equipos cada semana, compitiendo durante 5 semanas en formato de todos contra todos con un equipo principal siendo anfitrión de cada grupo. Todos los equipos compitieron a partido único. Los cinco mejores equipos clasificados jugaron la ronda final junto al equipo organizador de la misma. El último equipo invitado clasificado en la ronda preliminar perdió la condición de desafiante.[4]

### Ronda final
- Los 6 equipos en la ronda final se dividieron en 2 grupos determinados por el sistema serpentino. El equipo anfitrión estuvo en la primera posición y los otros equipos fueron asignados por su clasificación en la ronda preliminar. Los 2 mejores equipos de cada grupo jugaron las semifinales. Los equipos ganadores jugaron en el partido final por la medalla de oro.[4]

## Formato del torneo[5]
| Semana 1                                 | Semana 1                                | Semana 1                             | Semana 1                               | Semana 2                             | Semana 2                                  | Semana 2                           | Semana 2                       |
| Grupo 1 Ruan                             | Grupo 2 Ningbo                          | Grupo 3 Katowice                     | Grupo 4 Kraljevo                       | Grupo 5 Sofía                        | Grupo 6 Goiás                             | Grupo 7 San Juan                   | Grupo 8 Łódź                   |
| ---------------------------------------- | --------------------------------------- | ------------------------------------ | -------------------------------------- | ------------------------------------ | ----------------------------------------- | ---------------------------------- | ------------------------------ |
| Australia Francia Irán Japón             | Argentina Bulgaria China Estados Unidos | Canadá Corea del Sur Polonia Rusia   | Alemania Brasil Italia Serbia          | Australia Bulgaria Rusia Serbia      | Brasil Corea del Sur Estados Unidos Japón | Argentina Canadá Irán Italia       | Alemania China Francia Polonia |
| Semana 3                                 | Semana 3                                | Semana 3                             | Semana 3                               | Semana 4                             | Semana 4                                  | Semana 4                           | Semana 4                       |
| Grupo 9 Ottawa                           | Grupo 10 Osaka                          | Grupo 11 Ufá                         | Grupo 12 Aix-en-Provence               | Grupo 13 Seúl                        | Grupo 14 Ludwigsburg                      | Grupo 15 Hoffman Estates           | Grupo 16 Varna                 |
| Alemania Australia Canadá Estados Unidos | Bulgaria Italia Japón Polonia           | Brasil China Irán Rusia              | Argentina Corea del Sur Francia Serbia | Australia China Corea del Sur Italia | Alemania Argentina Japón Rusia            | Estados Unidos Irán Polonia Serbia | Brasil Bulgaria Canadá Francia |
| Semana 5                                 |                                         |                                      |                                        |                                      |                                           |                                    |                                |
| Grupo 17 Melbourne                       | Grupo 18 Jiangmen                       | Grupo 19 Teherán                     | Grupo 20 Módena                        |                                      |                                           |                                    |                                |
| Argentina Australia Brasil Polonia       | Canadá China Japón Serbia               | Alemania Bulgaria Corea del Sur Irán | Estados Unidos Francia Italia Rusia    |                                      |                                           |                                    |                                |

## Ronda preliminar

### Posiciones
| Posición | Equipo         | Partidos | Partidos | Partidos | Pts | Sets | Sets | Sets  | Puntos | Puntos | Puntos |
| Posición | Equipo         | PJ       | PG       | PP       | Pts | SG   | SP   | Ratio | PG     | PP     | Ratio  |
| -------- | -------------- | -------- | -------- | -------- | --- | ---- | ---- | ----- | ------ | ------ | ------ |
| 1.º      | Francia        | 15       | 12       | 3        | 35  | 38   | 16   | 2.375 | 1295   | 1140   | 1.136  |
| 2.º      | Rusia          | 15       | 11       | 4        | 34  | 36   | 14   | 2.571 | 1191   | 1096   | 1.087  |
| 3.º      | Estados Unidos | 15       | 11       | 4        | 33  | 37   | 19   | 1.947 | 1294   | 1183   | 1.094  |
| 4.º      | Serbia         | 15       | 11       | 4        | 29  | 33   | 24   | 1.375 | 1289   | 1255   | 1.027  |
| 5.º      | Brasil         | 15       | 10       | 5        | 30  | 34   | 21   | 1.619 | 1280   | 1213   | 1.055  |
| 6.º      | Polonia        | 15       | 10       | 5        | 29  | 32   | 19   | 1.684 | 1221   | 1124   | 1.086  |
| 7.º      | Canadá         | 15       | 8        | 7        | 25  | 29   | 24   | 1.208 | 1219   | 1227   | 0.993  |
| 8.º      | Italia         | 15       | 8        | 7        | 24  | 30   | 28   | 1.071 | 1315   | 1296   | 1.015  |
| 9.º      | Alemania       | 15       | 7        | 8        | 23  | 29   | 30   | 0.967 | 1299   | 1307   | 0.994  |
| 10.º     | Irán           | 15       | 7        | 8        | 21  | 29   | 30   | 0.967 | 1355   | 1344   | 1.008  |
| 11.º     | Bulgaria       | 15       | 6        | 9        | 17  | 26   | 34   | 0.765 | 1288   | 1351   | 0.953  |
| 12.º     | Japón          | 15       | 6        | 9        | 15  | 23   | 37   | 0.622 | 1301   | 1374   | 0.947  |
| 13.º     | Australia      | 15       | 5        | 10       | 15  | 21   | 35   | 0.600 | 1236   | 1340   | 0.922  |
| 14.º     | Argentina      | 15       | 4        | 11       | 15  | 23   | 34   | 0.676 | 1270   | 1326   | 0.958  |
| 15.º     | China          | 15       | 3        | 12       | 9   | 15   | 39   | 0.385 | 1173   | 1291   | 0.909  |
| 16.º     | Corea del Sur  | 15       | 1        | 14       | 6   | 11   | 42   | 0.262 | 1108   | 1267   | 0.875  |

     - Clasificados a la ronda final.
     - Clasificado a la ronda final como organizador.
     - Excluido de la Liga de Naciones 2019.

Actualizado al 14-06-2018. Fuente: VNL

### Resultados

#### Semana 1
- Del 25 al 27 de mayo

Grupo 1
- Sede:  Kindarena
- Todos los horarios corresponden a la hora de Ruan, Francia ( UTC+02:00 )

| Fecha      | Hora  | Equipo 1  | Sets  | Equipo 2  | Set 1 | Set 2 | Set 3 | Set 4 | Set 5 | Total  |
| ---------- | ----- | --------- | ----- | --------- | ----- | ----- | ----- | ----- | ----- | ------ |
| 25 de mayo | 17:00 | Australia | 1 : 3 | Japón     | 18-25 | 15-25 | 25-23 | 17-25 |       | 75-98  |
| 25 de mayo | 20:00 | Francia   | 3 : 1 | Irán      | 25-20 | 24-26 | 25-20 | 25-17 |       | 99-83  |
| 26 de mayo | 17:00 | Australia | 0 : 3 | Irán      | 23-25 | 23-25 | 21-25 |       |       | 67-75  |
| 26 de mayo | 20:00 | Francia   | 3 : 1 | Japón     | 25-16 | 20-25 | 25-20 | 25-22 |       | 95-83  |
| 27 de mayo | 15:00 | Irán      | 1 : 3 | Japón     | 22-25 | 28-30 | 25-23 | 23-25 |       | 98-103 |
| 27 de mayo | 18:00 | Francia   | 3 : 0 | Australia | 25-17 | 25-20 | 36-34 |       |       | 86-71  |

Grupo 2
- Sede:  Beilun Sport and Art Centre
- Todos los horarios corresponden a la hora de Ningbo, China ( UTC+08:00 )

| Fecha      | Hora  | Equipo 1       | Sets  | Equipo 2       | Set 1 | Set 2 | Set 3 | Set 4 | Set 5 | Total   |
| ---------- | ----- | -------------- | ----- | -------------- | ----- | ----- | ----- | ----- | ----- | ------- |
| 25 de mayo | 16:00 | Argentina      | 2 : 3 | Estados Unidos | 27-25 | 26-24 | 24-26 | 21-25 | 10-15 | 108-115 |
| 25 de mayo | 19:30 | China          | 2 : 3 | Bulgaria       | 18-25 | 25-18 | 25-19 | 17-25 | 11-15 | 96-102  |
| 26 de mayo | 16:00 | Estados Unidos | 3 : 1 | Bulgaria       | 25-19 | 22-25 | 25-19 | 25-20 |       | 97-83   |
| 26 de mayo | 19:30 | China          | 3 : 0 | Argentina      | 25-22 | 25-21 | 25-18 |       |       | 75-61   |
| 27 de mayo | 16:00 | Bulgaria       | 3 : 1 | Argentina      | 19-25 | 25-19 | 25-21 | 25-22 |       | 94-87   |
| 27 de mayo | 19:30 | China          | 0 : 3 | Estados Unidos | 20-25 | 24-26 | 18-25 |       |       | 62-76   |

Grupo 3
- Sede:  Spodek
- Todos los horarios corresponden a la hora de Katowice, Polonia ( UTC+02:00 )

| Fecha      | Hora  | Equipo 1      | Sets  | Equipo 2      | Set 1 | Set 2 | Set 3 | Set 4 | Set 5 | Total |
| ---------- | ----- | ------------- | ----- | ------------- | ----- | ----- | ----- | ----- | ----- | ----- |
| 25 de mayo | 16:00 | Polonia       | 3 : 0 | Corea del Sur | 25-20 | 25-18 | 25-21 |       |       | 75-59 |
| 25 de mayo | 19:00 | Rusia         | 3 : 0 | Canadá        | 26-24 | 25-14 | 25-19 |       |       | 76-57 |
| 26 de mayo | 16:00 | Polonia       | 3 : 0 | Rusia         | 25-15 | 25-23 | 25-23 |       |       | 75-61 |
| 26 de mayo | 19:00 | Canadá        | 3 : 0 | Corea del Sur | 25-20 | 25-17 | 25-19 |       |       | 75-56 |
| 27 de mayo | 16:00 | Polonia       | 3 : 1 | Canadá        | 25-21 | 26-24 | 21-25 | 25-17 |       | 97-87 |
| 27 de mayo | 19:00 | Corea del Sur | 0 : 3 | Rusia         | 26-28 | 21-25 | 15-25 |       |       | 62-78 |

Grupo 4
- Sede:  Hala Sportova
- Todos los horarios corresponden a la hora de Kraljevo, Serbia ( UTC+02:00 )

| Fecha      | Hora  | Equipo 1 | Sets  | Equipo 2 | Set 1 | Set 2 | Set 3 | Set 4 | Set 5 | Total  |
| ---------- | ----- | -------- | ----- | -------- | ----- | ----- | ----- | ----- | ----- | ------ |
| 25 de mayo | 17:00 | Alemania | 1 : 3 | Italia   | 18-25 | 19-25 | 25-23 | 20-25 |       | 82-98  |
| 25 de mayo | 20:00 | Serbia   | 0 : 3 | Brasil   | 22-25 | 22-25 | 24-26 |       |       | 68-76  |
| 26 de mayo | 17:00 | Italia   | 3 : 2 | Brasil   | 18-25 | 25-19 | 25-21 | 24-26 | 15-8  | 107-99 |
| 26 de mayo | 20:00 | Alemania | 1 : 3 | Serbia   | 25-19 | 21-25 | 16-25 | 14-25 |       | 76-94  |
| 27 de mayo | 17:00 | Brasil   | 3 : 0 | Alemania | 26-24 | 25-23 | 26-24 |       |       | 77-71  |
| 27 de mayo | 20:00 | Italia   | 3 : 0 | Serbia   | 25-21 | 25-18 | 25-16 |       |       | 75-55  |

#### Semana 2
- Del 1 al 3 de junio

Grupo 5
- Sede:  Arena Armeec Hall
- Todos los horarios corresponden a la hora de Sofía, Bulgaria ( UTC+03:00 )

| Fecha      | Hora  | Equipo 1  | Sets  | Equipo 2  | Set 1 | Set 2 | Set 3 | Set 4 | Set 5 | Total   |
| ---------- | ----- | --------- | ----- | --------- | ----- | ----- | ----- | ----- | ----- | ------- |
| 1 de junio | 17:00 | Australia | 1 : 3 | Rusia     | 18-25 | 19-25 | 25-18 | 22-25 |       | 84-93   |
| 1 de junio | 20:00 | Bulgaria  | 2 : 3 | Serbia    | 17-25 | 25-23 | 25-23 | 21-25 | 14-16 | 102-112 |
| 2 de junio | 17:00 | Rusia     | 2 : 3 | Serbia    | 25-20 | 23-25 | 23-25 | 25-22 | 12-15 | 108-107 |
| 2 de junio | 20:00 | Bulgaria  | 0 : 3 | Australia | 23-25 | 23-25 | 24-26 |       |       | 70-76   |
| 3 de junio | 17:00 | Serbia    | 3 : 2 | Australia | 25-23 | 25-19 | 20-25 | 25-27 | 15-9  | 110-103 |
| 3 de junio | 20:00 | Bulgaria  | 0 : 3 | Rusia     | 17-25 | 15-25 | 21-25 |       |       | 53-75   |

Grupo 6
- Sede:  Goiânia Arena
- Todos los horarios corresponden a la hora de Goiás, Brasil ( UTC-03:00 )

| Fecha      | Hora  | Equipo 1      | Sets  | Equipo 2       | Set 1 | Set 2 | Set 3 | Set 4 | Set 5 | Total   |
| ---------- | ----- | ------------- | ----- | -------------- | ----- | ----- | ----- | ----- | ----- | ------- |
| 1 de junio | 12:15 | Japón         | 2 : 3 | Estados Unidos | 25-23 | 25-13 | 18-25 | 20-25 | 10-15 | 98-101  |
| 1 de junio | 15:05 | Brasil        | 3 : 0 | Corea del Sur  | 25-21 | 25-19 | 25-19 |       |       | 75-59   |
| 2 de junio | 08:35 | Brasil        | 3 : 0 | Japón          | 26-24 | 25-19 | 25-20 |       |       | 76-63   |
| 2 de junio | 11:10 | Corea del Sur | 0 : 3 | Estados Unidos | 23-25 | 21-25 | 11-25 |       |       | 55-75   |
| 3 de junio | 10:05 | Corea del Sur | 2 : 3 | Japón          | 29-27 | 19-25 | 25-16 | 26-28 | 12-15 | 111-111 |
| 3 de junio | 12:40 | Brasil        | 3 : 2 | Estados Unidos | 21-25 | 20-25 | 25-19 | 25-20 | 20-18 | 111-107 |

Grupo 7
- Sede:  Cantoni Stadium
- Todos los horarios corresponden a la hora de San Juan, Argentina ( UTC-03:00 )

| Fecha      | Hora  | Equipo 1  | Sets  | Equipo 2 | Set 1 | Set 2 | Set 3 | Set 4 | Set 5 | Total   |
| ---------- | ----- | --------- | ----- | -------- | ----- | ----- | ----- | ----- | ----- | ------- |
| 1 de junio | 18:10 | Canadá    | 3 : 1 | Italia   | 22-25 | 27-25 | 25-23 | 25-16 |       | 99-89   |
| 1 de junio | 21:10 | Argentina | 2 : 3 | Irán     | 25-21 | 22-25 | 22-25 | 26-24 | 9-15  | 104-110 |
| 2 de junio | 18:10 | Irán      | 0 : 3 | Italia   | 23-25 | 18-25 | 20-25 |       |       | 61-75   |
| 2 de junio | 21:10 | Argentina | 1 : 3 | Canadá   | 22-25 | 18-25 | 26-24 | 23-25 |       | 89-99   |
| 3 de junio | 16:10 | Irán      | 1 : 3 | Canadá   | 23-25 | 22-25 | 25-21 | 21-25 |       | 91-96   |
| 3 de junio | 19:10 | Argentina | 3 : 0 | Italia   | 25-19 | 33-31 | 25-20 |       |       | 83-70   |

Grupo 8
- Sede:  Atlas Arena
- Todos los horarios corresponden a la hora de Łódź, Polonia ( UTC+02:00 )

| Fecha      | Hora  | Equipo 1 | Sets  | Equipo 2 | Set 1 | Set 2 | Set 3 | Set 4 | Set 5 | Total  |
| ---------- | ----- | -------- | ----- | -------- | ----- | ----- | ----- | ----- | ----- | ------ |
| 1 de junio | 16:00 | Polonia  | 3 : 0 | Francia  | 25-19 | 25-20 | 25-22 |       |       | 75-61  |
| 1 de junio | 19:00 | China    | 1 : 3 | Alemania | 25-23 | 18-25 | 22-25 | 21-25 |       | 86-98  |
| 2 de junio | 16:00 | Polonia  | 3 : 0 | China    | 25-19 | 25-18 | 25-21 |       |       | 75-58  |
| 2 de junio | 19:00 | Alemania | 0 : 3 | Francia  | 21-25 | 18-25 | 23-25 |       |       | 62-75  |
| 3 de junio | 16:00 | Francia  | 2 : 3 | China    | 25-16 | 22-25 | 21-25 | 25-16 | 13-15 | 106-97 |
| 3 de junio | 19:00 | Polonia  | 1 : 3 | Alemania | 18-25 | 21-25 | 25-21 | 25-27 |       | 89-98  |

#### Semana 3
- Del 8 al 10 de junio

Grupo 9
- Sede:  TD Place Arena
- Todos los horarios corresponden a la hora de Ottawa, Canadá ( UTC-04:00 )

| Fecha       | Hora  | Equipo 1       | Sets  | Equipo 2       | Set 1 | Set 2 | Set 3 | Set 4 | Set 5 | Total   |
| ----------- | ----- | -------------- | ----- | -------------- | ----- | ----- | ----- | ----- | ----- | ------- |
| 8 de junio  | 16:40 | Alemania       | 3 : 0 | Estados Unidos | 25-19 | 25-22 | 25-13 |       |       | 75-54   |
| 8 de junio  | 19:40 | Canadá         | 3 : 0 | Australia      | 25-19 | 26-24 | 25-19 |       |       | 76-62   |
| 9 de junio  | 16:10 | Estados Unidos | 3 : 1 | Australia      | 20-25 | 25-20 | 25-15 | 25-17 |       | 95-77   |
| 9 de junio  | 19:10 | Canadá         | 1 : 3 | Alemania       | 23-25 | 22-25 | 25-20 | 19-25 |       | 89-95   |
| 10 de junio | 13:10 | Australia      | 3 : 2 | Alemania       | 25-22 | 18-25 | 17-25 | 25-18 | 15-11 | 100-101 |
| 10 de junio | 16:10 | Canadá         | 1 : 3 | Estados Unidos | 25-23 | 13-25 | 19-25 | 20-25 |       | 77-98   |

Grupo 10
- Sede:  Osaka Municipal Central Gym
- Todos los horarios corresponden a la hora de Osaka, Japón ( UTC+09:00 )

| Fecha       | Hora  | Equipo 1 | Sets  | Equipo 2 | Set 1 | Set 2 | Set 3 | Set 4 | Set 5 | Total   |
| ----------- | ----- | -------- | ----- | -------- | ----- | ----- | ----- | ----- | ----- | ------- |
| 8 de junio  | 15:40 | Italia   | 2 : 3 | Polonia  | 17-25 | 25-21 | 17-25 | 31-29 | 10-15 | 100-115 |
| 8 de junio  | 19:10 | Japón    | 0 : 3 | Bulgaria | 14-25 | 21-25 | 27-29 |       |       | 62-79   |
| 9 de junio  | 12:40 | Italia   | 3 : 1 | Bulgaria | 25-23 | 25-19 | 21-25 | 25-19 |       | 96-86   |
| 9 de junio  | 16:10 | Japón    | 0 : 3 | Polonia  | 16-25 | 21-25 | 20-25 |       |       | 57-75   |
| 10 de junio | 11:10 | Bulgaria | 1 : 3 | Polonia  | 21-25 | 26-24 | 18-25 | 19-25 |       | 84-99   |
| 10 de junio | 14:40 | Japón    | 3 : 2 | Italia   | 21-25 | 25-21 | 23-25 | 25-22 | 15-10 | 109-103 |

Grupo 11
- Sede:  Ufa - Arena
- Todos los horarios corresponden a la hora de Ufa, Rusia ( UTC+05:00 )

| Fecha       | Hora  | Equipo 1 | Sets  | Equipo 2 | Set 1 | Set 2 | Set 3 | Set 4 | Set 5 | Total  |
| ----------- | ----- | -------- | ----- | -------- | ----- | ----- | ----- | ----- | ----- | ------ |
| 8 de junio  | 16:30 | China    | 0 : 3 | Irán     | 19-25 | 20-25 | 15-25 |       |       | 54-75  |
| 8 de junio  | 19:00 | Rusia    | 1 : 3 | Brasil   | 21-25 | 20-25 | 27-25 | 18-25 |       | 8-100  |
| 9 de junio  | 16:30 | Irán     | 2 : 3 | Brasil   | 17-25 | 25-23 | 19-25 | 25-21 | 13-15 | 99-109 |
| 9 de junio  | 19:00 | Rusia    | 3 : 0 | China    | 25-23 | 25-23 | 31-29 |       |       | 81-75  |
| 10 de junio | 16:30 | China    | 0 : 3 | Brasil   | 20-25 | 19-25 | 25-27 |       |       | 64-77  |
| 10 de junio | 19:00 | Rusia    | 3 : 1 | Irán     | 28-30 | 25-23 | 27-25 | 25-21 |       | 105-99 |

Grupo 12
- Sede:  L'arena du pays d'Aix
- Todos los horarios corresponden a la hora de Aix-en-Provence, Francia ( UTC+02:00 )

| Fecha       | Hora  | Equipo 1      | Sets  | Equipo 2      | Set 1 | Set 2 | Set 3 | Set 4 | Set 5 | Total |
| ----------- | ----- | ------------- | ----- | ------------- | ----- | ----- | ----- | ----- | ----- | ----- |
| 8 de junio  | 17:00 | Argentina     | 1 : 3 | Serbia        | 25-20 | 23-25 | 15-25 | 22-25 |       | 85-95 |
| 8 de junio  | 20:45 | Francia       | 3 : 0 | Corea del Sur | 25-21 | 25-18 | 25-22 |       |       | 75-61 |
| 9 de junio  | 18:00 | Francia       | 3 : 1 | Argentina     | 25-18 | 25-16 | 23-25 | 25-20 |       | 98-79 |
| 9 de junio  | 21:00 | Corea del Sur | 0 : 3 | Serbia        | 16-25 | 23-25 | 19-25 |       |       | 58-75 |
| 10 de junio | 15:00 | Corea del Sur | 0 : 3 | Argentina     | 20-25 | 23-25 | 24-26 |       |       | 67-76 |
| 10 de junio | 18:00 | Francia       | 3 : 0 | Serbia        | 31-29 | 25-16 | 25-15 |       |       | 81-60 |

#### Semana 4
- Del 15 al 17 de junio

Grupo 13
- Sede:  Jangchung Gym
- Todos los horarios corresponden a la hora de Seúl, Corea del Sur ( UTC+09:00 )

| Fecha       | Hora  | Equipo 1      | Sets  | Equipo 2  | Set 1 | Set 2 | Set 3 | Set 4 | Set 5 | Total   |
| ----------- | ----- | ------------- | ----- | --------- | ----- | ----- | ----- | ----- | ----- | ------- |
| 15 de junio | 16:00 | China         | 1 : 3 | Italia    | 23-25 | 21-25 | 25-19 | 17-25 |       | 86-94   |
| 15 de junio | 18:00 | Corea del Sur | 1 : 3 | Australia | 25-23 | 19-25 | 19-25 | 21-25 |       | 84-98   |
| 16 de junio | 14:00 | Corea del Sur | 2 : 3 | Italia    | 23-25 | 19-25 | 25-22 | 12-15 |       | 94-109  |
| 16 de junio | 17:00 | Australia     | 3 : 1 | China     | 25-27 | 41-39 | 29-27 | 25-21 |       | 120-114 |
| 17 de junio | 14:00 | Corea del Sur | 3 : 0 | China     | 25-21 | 25-21 | 25-22 |       |       | 75-64   |
| 17 de junio | 17:00 | Italia        | 1 : 3 | Australia | 25-27 | 25-18 | 19-25 | 23-25 |       | 92-95   |

Grupo 14
- Sede:  MHP Arena
- Todos los horarios corresponden a la hora de Ludwigsburg, Alemania ( UTC+02:00 )

| Fecha       | Hora  | Equipo 1  | Sets  | Equipo 2  | Set 1 | Set 2 | Set 3 | Set 4 | Set 5 | Total   |
| ----------- | ----- | --------- | ----- | --------- | ----- | ----- | ----- | ----- | ----- | ------- |
| 15 de junio | 18:00 | Alemania  | 2 : 3 | Japón     | 22-25 | 25-21 | 15-25 | 25-20 | 12-15 | 99-106  |
| 15 de junio | 20:30 | Rusia     | 3 : 0 | Argentina | 25-20 | 25-20 | 26-24 |       |       | 76-64   |
| 16 de junio | 16:00 | Alemania  | 3 : 1 | Argentina | 25-19 | 25-19 | 20-25 | 25-22 |       | 95-85   |
| 16 de junio | 19:00 | Rusia     | 3 : 0 | Japón     | 25-16 | 25-22 | 25-23 |       |       | 75-61   |
| 17 de junio | 12:00 | Argentina | 2 : 3 | Japón     | 24-26 | 25-12 | 25-23 | 23-25 | 11-15 | 108-101 |
| 17 de junio | 15:00 | Alemania  | 0 : 3 | Rusia     | 18-25 | 24-26 | 18-25 |       |       | 60-76   |

Grupo 15
- Sede:  Sears Centre Arena
- Todos los horarios corresponden a la hora de Hoffman Estates, Estados Unidos ( UTC-05:00 )

| Fecha       | Hora  | Equipo 1       | Sets  | Equipo 2 | Set 1 | Set 2 | Set 3 | Set 4 | Set 5 | Total   |
| ----------- | ----- | -------------- | ----- | -------- | ----- | ----- | ----- | ----- | ----- | ------- |
| 15 de junio | 17:30 | Polonia        | 0 : 3 | Irán     | 24-26 | 24-26 | 22-25 |       |       | 70-77   |
| 15 de junio | 20:00 | Estados Unidos | 3 : 0 | Serbia   | 25-22 | 25-16 | 25-14 |       |       | 75-52   |
| 16 de junio | 14:00 | Irán           | 2 : 3 | Serbia   | 25-21 | 22-25 | 25-27 | 25-20 | 11-15 | 108-108 |
| 16 de junio | 19:30 | Estados Unidos | 3 : 0 | Polonia  | 25-20 | 25-19 | 25-19 |       |       | 75-58   |
| 17 de junio | 12:00 | Polonia        | 0 : 3 | Serbia   | 23-25 | 23-25 | 23-25 |       |       | 69-75   |
| 17 de junio | 17:30 | Estados Unidos | 3 : 0 | Irán     | 29-27 | 25-20 | 26-24 |       |       | 80-71   |

Grupo 16
- Sede:  Palace of Culture & Sport
- Todos los horarios corresponden a la hora de Varna, Bulgaria ( UTC+03:00 )

| Fecha       | Hora  | Equipo 1 | Sets  | Equipo 2 | Set 1 | Set 2 | Set 3 | Set 4 | Set 5 | Total   |
| ----------- | ----- | -------- | ----- | -------- | ----- | ----- | ----- | ----- | ----- | ------- |
| 15 de junio | 15:30 | Canadá   | 3 : 0 | Brasil   | 25-22 | 34-32 | 25-23 |       |       | 84-77   |
| 15 de junio | 18:30 | Bulgaria | 0 : 3 | Francia  | 21-25 | 20-25 | 23-25 |       |       | 64-75   |
| 16 de junio | 15:30 | Francia  | 3 : 0 | Brasil   | 25-19 | 25-23 | 25-23 |       |       | 75-65   |
| 16 de junio | 18:30 | Bulgaria | 3 : 0 | Canadá   | 25-22 | 25-19 | 29-27 |       |       | 79-68   |
| 17 de junio | 15:30 | Francia  | 3 : 2 | Canadá   | 25-19 | 22-25 | 25-22 | 24-26 | 16-14 | 112-106 |
| 17 de junio | 18:30 | Bulgaria | 3 : 2 | Brasil   | 25-22 | 19-25 | 25-15 | 18-25 | 15-12 | 102-99  |

#### Semana 5
- Del 22 al 24 de junio

Grupo 17
- Sede:  Hisense Arena
- Todos los horarios corresponden a la hora de Melbourne, Australia ( UTC+10:00 )

| Fecha       | Hora  | Equipo 1  | Sets  | Equipo 2  | Set 1 | Set 2 | Set 3 | Set 4 | Set 5 | Total |
| ----------- | ----- | --------- | ----- | --------- | ----- | ----- | ----- | ----- | ----- | ----- |
| 22 de junio | 18:40 | Polonia   | 3 : 0 | Argentina | 26-24 | 25-20 | 29-27 |       |       | 80-71 |
| 22 de junio | 21:10 | Australia | 0 : 3 | Brasil    | 22-25 | 19-25 | 19-25 |       |       | 60-75 |
| 23 de junio | 17:40 | Australia | 1 : 3 | Argentina | 20-25 | 19-25 | 25-20 | 21-25 |       | 85-95 |
| 23 de junio | 20:10 | Brasil    | 3 : 1 | Polonia   | 25-22 | 25-23 | 23-25 | 25-23 |       | 98-93 |
| 24 de junio | 12:10 | Brasil    | 0 : 3 | Argentina | 23-25 | 22-25 | 21-25 |       |       | 66-75 |
| 24 de junio | 15:10 | Australia | 0 : 3 | Polonia   | 16-25 | 24-26 | 23-25 |       |       | 63-76 |

Grupo 18
- Sede:  Jiangmen Sports Hall
- Todos los horarios corresponden a la hora de Jiangmen, China ( UTC+08:00 )

| Fecha       | Hora  | Equipo 1 | Sets  | Equipo 2 | Set 1 | Set 2 | Set 3 | Set 4 | Set 5 | Total   |
| ----------- | ----- | -------- | ----- | -------- | ----- | ----- | ----- | ----- | ----- | ------- |
| 22 de junio | 16:00 | Canadá   | 0 : 3 | Serbia   | 21-25 | 18-25 | 17-25 |       |       | 56-75   |
| 22 de junio | 19:30 | China    | 3 : 1 | Japón    | 25-16 | 25-21 | 18-25 | 25-22 |       | 93-84   |
| 23 de junio | 16:00 | Japón    | 1 : 3 | Serbia   | 28-26 | 33-35 | 21-25 | 18-25 |       | 100-111 |
| 23 de junio | 19:30 | China    | 0 : 3 | Canadá   | 21-25 | 23-25 | 22-25 |       |       | 66-75   |
| 24 de junio | 16:00 | Japón    | 0 : 3 | Canadá   | 23-25 | 20-25 | 22-25 |       |       | 65-75   |
| 24 de junio | 19:30 | China    | 1 : 3 | Serbia   | 21-25 | 22-25 | 25-17 | 15-25 |       | 83-92   |

Grupo 19
- Sede:  Azadi Sports Complex
- Todos los horarios corresponden a la hora de Teherán, Irán ( UTC+04:30 )

| Fecha       | Hora  | Equipo 1 | Sets  | Equipo 2      | Set 1 | Set 2 | Set 3 | Set 4 | Set 5 | Total   |
| ----------- | ----- | -------- | ----- | ------------- | ----- | ----- | ----- | ----- | ----- | ------- |
| 22 de junio | 16:00 | Bulgaria | 2 : 3 | Alemania      | 25-21 | 22-25 | 25-23 | 23-25 | 13-15 | 108-109 |
| 22 de junio | 18:30 | Irán     | 3 : 1 | Corea del Sur | 27-25 | 23-25 | 25-22 | 25-23 |       | 100-95  |
| 23 de junio | 16:00 | Alemania | 3 : 0 | Corea del Sur | 25-23 | 25-18 | 25-19 |       |       | 75-60   |
| 23 de junio | 18:30 | Irán     | 3 : 1 | Bulgaria      | 25-22 | 25-15 | 23-25 | 25-14 |       | 98-76   |
| 24 de junio | 16:00 | Bulgaria | 3 : 2 | Corea del Sur | 19-25 | 25-22 | 25-18 | 22-25 | 15-12 | 106-102 |
| 24 de junio | 18:30 | Irán     | 3 : 2 | Alemania      | 25-20 | 23-25 | 25-22 | 22-25 | 15-11 | 110-103 |

Grupo 20
- Sede:  Pala Panini
- Todos los horarios corresponden a la hora de Módena, Italia ( UTC+02:00 )

| Fecha       | Hora  | Equipo 1       | Sets  | Equipo 2       | Set 1 | Set 2 | Set 3 | Set 4 | Set 5 | Total   |
| ----------- | ----- | -------------- | ----- | -------------- | ----- | ----- | ----- | ----- | ----- | ------- |
| 22 de junio | 17:30 | Estados Unidos | 2 : 3 | Francia        | 21-25 | 25-23 | 28-26 | 20-25 | 12-15 | 106-114 |
| 22 de junio | 20:30 | Italia         | 0 : 3 | Rusia          | 21-25 | 22-25 | 20-25 |       |       | 63-75   |
| 23 de junio | 17:30 | Estados Unidos | 0 : 3 | Rusia          | 23-25 | 15-25 | 23-25 |       |       | 61-75   |
| 23 de junio | 20:30 | Italia         | 3 : 0 | Francia        | 25-21 | 25-22 | 27-25 |       |       | 77-68   |
| 24 de junio | 17:30 | Francia        | 3 : 0 | Rusia          | 25-20 | 25-13 | 25-18 |       |       | 75-51   |
| 24 de junio | 20:30 | Italia         | 0 : 3 | Estados Unidos | 23-25 | 17-25 | 27-29 |       |       | 67-79   |

## Ronda final

### Fase de grupos
- Del 4 al 6 de julio
- Sede:  Stade Pierre Mauroy
- Todos los horarios corresponden a la hora de Villeneuve-d'Ascq, Francia ( UTC+02:00 )

##### Grupo A
| Posición | Equipo  | Partidos | Partidos | Partidos | Pts | Sets | Sets | Sets  | Puntos | Puntos | Puntos |
| Posición | Equipo  | PJ       | PG       | PP       | Pts | SG   | SP   | Ratio | PG     | PP     | Ratio  |
| -------- | ------- | -------- | -------- | -------- | --- | ---- | ---- | ----- | ------ | ------ | ------ |
| 1.º      | Francia | 2        | 2        | 0        | 5   | 6    | 2    | 3.000 | 183    | 159    | 1.151  |
| 2.º      | Brasil  | 2        | 1        | 1        | 4   | 5    | 3    | 1.667 | 183    | 169    | 1.083  |
| 3.º      | Serbia  | 2        | 0        | 2        | 0   | 0    | 6    | 0.000 | 115    | 153    | 0.752  |

     – Clasificadas a Semifinales.
Resultados
| Fecha      | Hora  | Equipo 1 | Sets  | Equipo 2 | Set 1 | Set 2 | Set 3 | Set 4 | Set 5 | Total   |
| ---------- | ----- | -------- | ----- | -------- | ----- | ----- | ----- | ----- | ----- | ------- |
| 4 de julio | 20:45 | Francia  | 3 : 2 | Brasil   | 22-25 | 25-20 | 21-25 | 25-22 | 15-13 | 108-105 |
| 5 de julio | 20:45 | Serbia   | 0 : 3 | Brasil   | 16-25 | 26-28 | 19-25 |       |       | 61-78   |
| 6 de julio | 20:45 | Francia  | 3 : 0 | Serbia   | 25-19 | 25-18 | 25-17 |       |       | 75-54   |

##### Grupo B
| Posición | Equipo         | Partidos | Partidos | Partidos | Pts | Sets | Sets | Sets  | Puntos | Puntos | Puntos |
| Posición | Equipo         | PJ       | PG       | PP       | Pts | SG   | SP   | Ratio | PG     | PP     | Ratio  |
| -------- | -------------- | -------- | -------- | -------- | --- | ---- | ---- | ----- | ------ | ------ | ------ |
| 1.º      | Rusia          | 2        | 2        | 0        | 6   | 6    | 1    | 6.000 | 172    | 147    | 1.170  |
| 2.º      | Estados Unidos | 2        | 1        | 1        | 3   | 3    | 4    | 0.750 | 142    | 136    | 1.044  |
| 3.º      | Polonia        | 2        | 0        | 2        | 0   | 1    | 6    | 0.167 | 144    | 175    | 0.823  |

     – Clasificadas a Semifinales.
Resultados
| Fecha      | Hora  | Equipo 1       | Sets  | Equipo 2       | Set 1 | Set 2 | Set 3 | Set 4 | Set 5 | Total |
| ---------- | ----- | -------------- | ----- | -------------- | ----- | ----- | ----- | ----- | ----- | ----- |
| 4 de julio | 18:00 | Rusia          | 3 : 1 | Polonia        | 25-18 | 25-23 | 22-25 | 25-17 |       | 97-83 |
| 5 de julio | 18:00 | Estados Unidos | 3 : 0 | Polonia        | 28-26 | 25-17 | 25-18 |       |       | 7861  |
| 6 de julio | 18:00 | Rusia          | 3 : 0 | Estados Unidos | 25-22 | 25-21 | 25-21 |       |       | 7564  |

### Fase final
- Del 7 al 8 de julio
- Sede:  Stade Pierre Mauroy
- Todos los horarios corresponden a la hora de Villeneuve-d'Ascq, Francia ( UTC+02:00 )

|  | Semifinales | Semifinales    | Semifinales |       |         | Final          | Final          | Final         |  |
|  | 7 de julio  | 7 de julio     | 7 de julio  |       |         | 8 de julio     | 8 de julio     | 8 de julio    |  |
|  |             |                |             |       |         |                |                |               |  |
|  |             |                |             |       |         |                |                |               |  |
|  | 1A          | Francia        | 3           |       |         |                |                |               |  |
|  | 1A          | Francia        | 3           |       |         |                |                |               |  |
|  | 2B          | Estados Unidos | 2           |       |         |                |                |               |  |
|  | 2B          | Estados Unidos | 2           |       | Francia | Francia        | 0              |               |  |
|  |             |                |             |       | Francia | Francia        | 0              |               |  |
|  |             |                | Rusia       | Rusia | 3       |                |                |               |  |
|  | 1B          | Rusia          | Rusia       | Rusia | 3       | 3              |                |               |  |
|  | 1B          | Rusia          |             |       |         | 3              |                |               |  |
|  | 2A          | Brasil         | 0           |       |         | Tercer puesto  | Tercer puesto  | Tercer puesto |  |
|  | 2A          | Brasil         | 0           |       |         | Tercer puesto  | Tercer puesto  | Tercer puesto |  |
|  |             |                |             |       |         |                |                |               |  |
|  |             |                |             |       |         | Estados Unidos | Estados Unidos | 3             |  |
|  |             |                |             |       |         | Estados Unidos | Estados Unidos | 3             |  |
|  |             |                |             |       |         | Brasil         | Brasil         | 0             |  |
|  |             |                |             |       |         | Brasil         | Brasil         | 0             |  |
|  |             |                |             |       |         |                |                |               |  |

##### Semifinales
| Fecha      | Hora  | Equipo 1 | Sets  | Equipo 2       | Set 1 | Set 2 | Set 3 | Set 4 | Set 5 | Total  |
| ---------- | ----- | -------- | ----- | -------------- | ----- | ----- | ----- | ----- | ----- | ------ |
| 7 de julio | 14:00 | Francia  | 3 : 2 | Estados Unidos | 25-18 | 25-17 | 23-25 | 24-26 | 15-13 | 112-99 |
| 7 de julio | 16:30 | Rusia    | 3 : 0 | Brasil         | 25-17 | 25-18 | 25-14 |       |       | 75-49  |

##### Tercer lugar
| Fecha      | Hora  | Equipo 1       | Sets  | Equipo 2 | Set 1 | Set 2 | Set 3 | Set 4 | Set 5 | Total |
| ---------- | ----- | -------------- | ----- | -------- | ----- | ----- | ----- | ----- | ----- | ----- |
| 8 de julio | 14:00 | Estados Unidos | 3 : 0 | Brasil   | 25-21 | 28-26 | 28-26 |       |       | 81-73 |

##### Final
| Fecha      | Hora  | Equipo 1 | Sets  | Equipo 2 | Set 1 | Set 2 | Set 3 | Set 4 | Set 5 | Total |
| ---------- | ----- | -------- | ----- | -------- | ----- | ----- | ----- | ----- | ----- | ----- |
| 8 de julio | 16:30 | Francia  | 0 : 3 | Rusia    | 22-25 | 20-25 | 23-25 |       |       | 65-75 |

## Posiciones finales
| Pos.              | Equipo         |
| ----------------- | -------------- |
| Medalla de oro    | Rusia          |
| Medalla de plata  | Francia        |
| Medalla de bronce | Estados Unidos |
| 4                 | Brasil         |
| 5                 | Polonia        |
| 6                 | Serbia         |
| 7                 | Canadá         |
| 8                 | Italia         |
| 9                 | Alemania       |
| 10                | Irán           |
| 11                | Bulgaria       |
| 12                | Japón          |
| 13                | Australia      |
| 14                | Argentina      |
| 15                | China          |
| 16                | Corea del Sur  |

| \| \| \| \| \| Campeón Rusia[6] 1.er título \| Plantel: 1 Pavel Pankov, 2 Ilia Vlasov, 3 Dmitry Kovalëv, 4 Artem Volvich, 6 Anton Karpukhov, 7 Dmitri Volkov , 8 Sergey Savin, 9 Aleksandr Sokolov, 10 Alexander Markin, 11 Igor Filippov, 12 Konstantin Bakun, 13 Dmitry Muserskiy, 14 Yaroslav Podlesnykh, 15 Victor Poletaev, 17 Maxim Mikhaylov, 18 Egor Kliuka, 19 Romanas Shkulyavichus, 22 Roman Martynyuk, 23 Igor Kobzar, 24 Aleksey Kabeshov, 25 Inal Tayasiev. Entrenador: Sergey Shlyapnikov |
| |
| |
| Campeón Rusia 1.er título |

|                           |
|                           |
| Campeón Rusia 1.er título |

## Distinciones individuales
| Categoría                 | Ganador                         |
| ------------------------- | ------------------------------- |
| Jugador Más Valioso (MVP) | Maxim Mikhaylov                 |
| Mejor colocador / armador | Benjamin Toniutti               |
| Mejor atacante opuesto    | Matthew Anderson                |
| Mejor punta / receptor    | Taylor Lee Sander Dmitri Volkov |
| Mejor central / medio     | Kévin Le Roux Dmitry Muserskiy  |
| Mejor líbero              | Jenia Grebennikov               |
| Mayor anotador            | Wallace de Souza (278 pts)      |